# Hymenasplenium obliquissimum
Hymenasplenium obliquissimum är en svartbräkenväxtart som först beskrevs av Bunzo Hayata, och fick sitt nu gällande namn av Mika Sugimoto. Hymenasplenium obliquissimum ingår i släktet Hymenasplenium och familjen Aspleniaceae. Inga underarter finns listade.